# بيتر بيترز
بيتر بيترز (بالهولندية: Peter Pieters)‏ مواليد 2 فبراير 1962 في هولندا، هو دراج هولندي سابق. سبق أن شارك في دورة الألعاب الأولمبية الصيفية.

## الميداليات
| الميدالية | المسابقة |
| --------- | -------- |
| ذهبية     | 1995     |

## روابط خارجية
- بيتر بيترز على موقع أرشيف الدراجات (الإنجليزية)
- بيتر بيترز على موقع إحصائيات الدراجات الإحترافية (الإنجليزية)
- بيتر بيترز على موقع أوليمبيديا (الإنجليزية)